# Karel Pospíšil (herec)
Karel Pospíšil (4. ledna 1938 Třebíč – 11. dubna 2015 Praha) byl český filmový a divadelní herec.

## Počátky
V roce 1962 vystudoval činoherní herectví na Janáčkově akademii múzických umění v Brně. Po absolutoriu získal své první herecké angažmá v divadle v Pardubicích.

## Televizní a filmová kariéra
Poprvé se objevil před kamerou v roce 1974 v televizním filmu Hodinky bez vodotrysku. Jeho televizní kariéra byla spíše sporadická a vidět jsme jen mohli jen v několika filmech, televizních snímcích či seriálech, například ve filmu Proč? či v seriálech jako Detektiv Martin Tomsa, Rodinná pouta či Velmi křehké vztahy.

## Divadelní kariéra
V první části své kariéry působil v oblastních divadlech: pardubickém Východočeském divadle (1962—1966), libereckém Divadle F. X. Šaldy (1966—1981), královéhradeckém Divadle Vítězného února (1981—1983) a pak znovu v libereckém divadle. Od roku 1986 působil v pražském Realistickém divadle Zdeňka Nejedlého a od roku 1994 do roku 2011 byl členem činohry Národního divadla. Zahrál si v takových hrách, jakými jsou La Musica, Travestie nebo Sluha dvou pánů.

## Filmografie

### Filmy
- 1987 – Proč?
- 1996 – O třech rytířích, krásné paní a lněné kytli
- 1997 – Cesta pustým lesem

### Televizní filmy
- 1974 – Hodinky bez vodotrysku
- 1990 – Dcera národa
- 1997 – Pokořitelé Tróje
- 2000 – Dřevěná Marika
- 2001 – Chytit vítr
- 2004 – Agentura Puzzle: Pohřeb

### Seriály
- 1989 – Dobrodružství kriminalistiky
- 1994 – Detektiv Martin Tomsa
- 2004 – Rodinná pouta
- 2005 – 3 plus 1 s Miroslavem Donutilem
- 2007 – Velmi křehké vztahy

## Práce pro rozhlas
- 1999 Dmitrij Sergejevič Merežkovskij: Leonardo da Vinci, desetidílný rozhlasový seriál. Z překladu Anny Teskové připravil dramatizaci Roman Císař, v dramaturgii Jany Paterové režírovala Markéta Jahodová. Osoby a obsazení: Leonardo da Vinci (Viktor Preiss), Giovanni /Antonio/ Boltraffio (Tomáš Petřík), Cipriano Buonaccorsi (Karel Pospíšil), Grillo (Stanislav Fišer), Antonio da Vinci (Rostislav Čtvrtlík), Giorgio Merula (Vladimír Ráž), Strocco (Pavel Pípal), Faustino (Rudolf Kvíz), Girolamo Savonarola (Jiří Zahajský), Cesare da Sesto (Vladimír Dlouhý), Salaino, vl.jm. Gian Giacomo Caprotti (Jan Hrubec), Marco d'Oggione (Zdeněk Hruška), Mona Cassandra (Lenka Krobotová), Zoroastro (Alois Švehlík), dvorní topič (Steva Maršálek) a další. Hudba: Lukáš Matoušek.[3]